# Gustave Delestrac
Gustave Delestrac est un homme politique français né à Cucuron, dans le département de Vaucluse, le 8 mai 1844, et décédé à La Tour-d'Aigues, dans le Vaucluse, le 25 octobre 1933.

## Biographie
Après des études secondaires à Avignon, il suit des études de droit à l'université d'Aix-en-Provence. À la fin de ses études, il s’installe à Apt, ou il devient avoué, puis avocat. Il poursuivra sa carrière professionnelle comme juge d'instruction à Carpentras, durant 9 ans, puis à Avignon, durant 5 ans, jusqu'à son élection en tant que député face au nationaliste Georges Thiébaud.
Il est conseiller municipal d'Apt en 1870 et 1871, et député de Vaucluse de 1898 à 1902.

## Sources
- Adolphe Robert et Gaston Cougny, Dictionnaire des Parlementaires français, Paris, Dourloton, 1889